# Oropezella pseudotetraocellata
Oropezella pseudotetraocellata är en tvåvingeart som beskrevs av Ale-rocha 2001. Oropezella pseudotetraocellata ingår i släktet Oropezella och familjen puckeldansflugor. Inga underarter finns listade i Catalogue of Life.